# Золото лоз
«Зо́лото лоз» — збірка паліндромів російського поета-паліндроміста Миколи Ладигіна. Збірку видано 1993 року в Тамбові вже після смерті автора. Це перша в Росії книга, що повністю складається з паліндромічних віршів.
Збірка містить шість розділів. Заголовок збірки — «Золото лоз» — теж є паліндромом.